# 山頂道

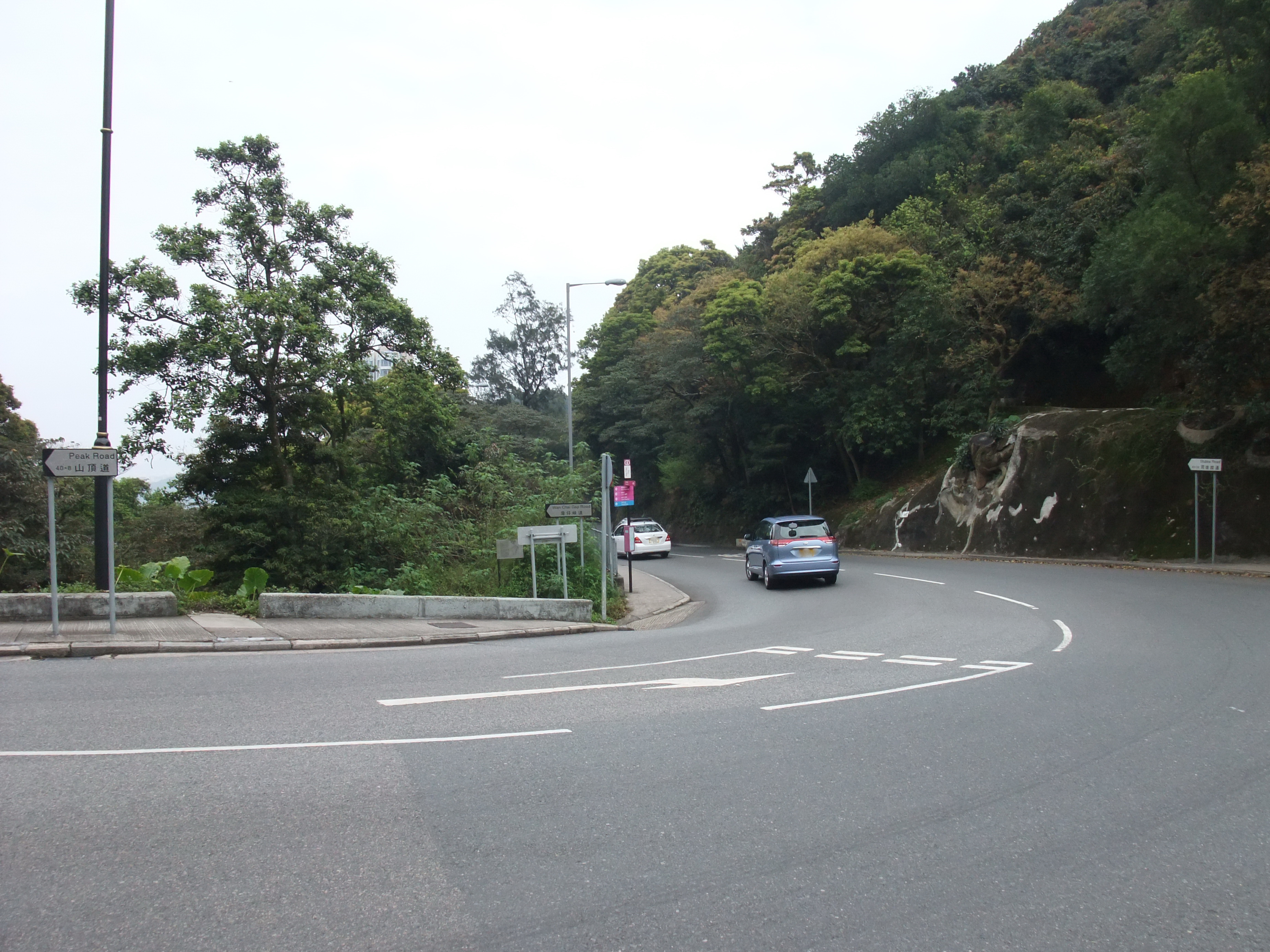
山頂道於灣仔峽公園的起點。左方為山頂道，前方為灣仔峽道及司徒拔道。

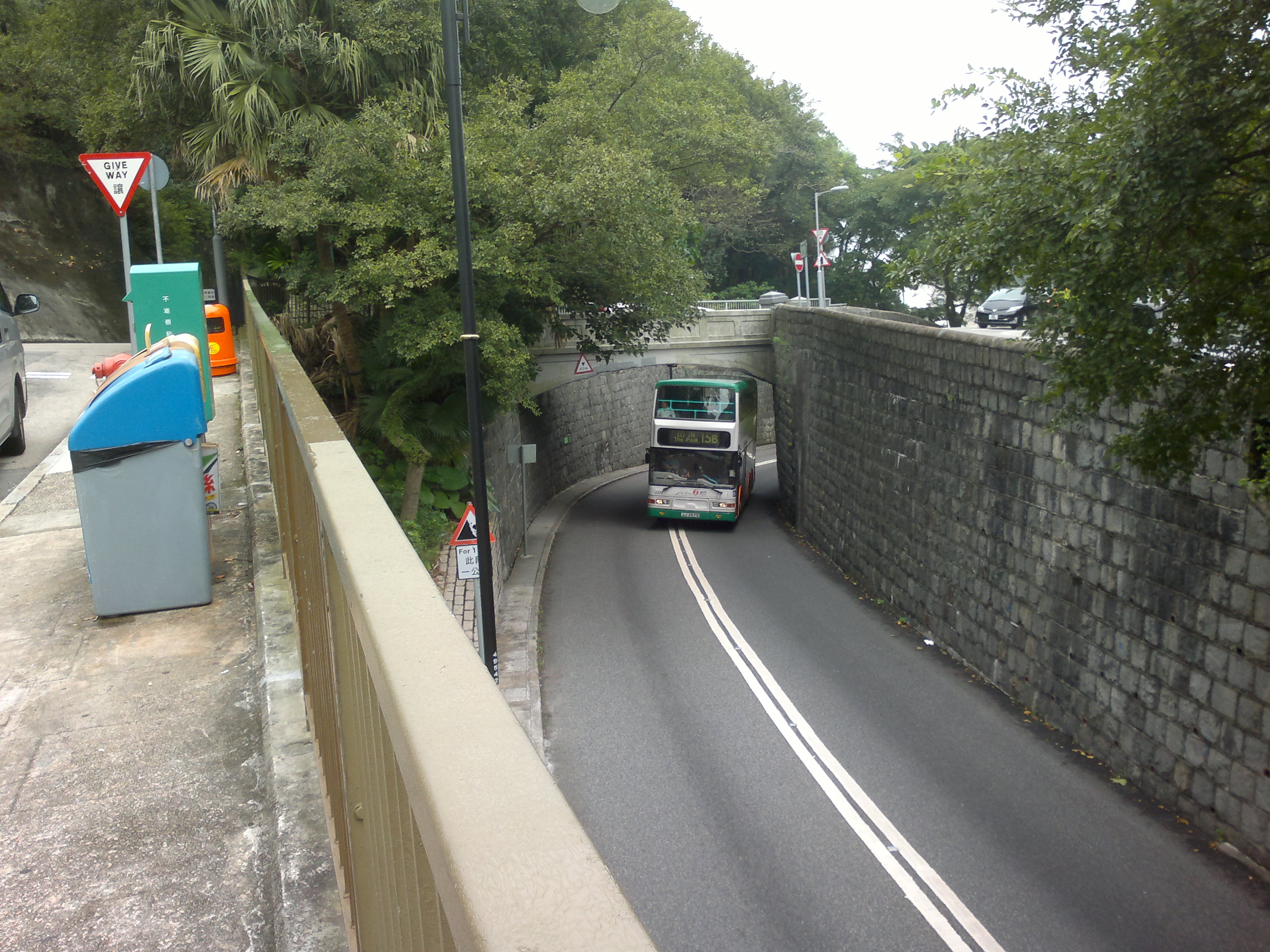
山頂道穿過加列山道天橋底部

山頂道（英語：Peak Road）是香港山頂區的一條道路，為來往香港島爐峰峽至灣仔峽的必經之路。山頂道雙線雙向行車，可以行走巴士、小巴及其他車輛。最高海拔為約420米。
山頂道始於山頂凌霄閣及山頂廣場以西、太平山餐廳（山頂餐廳）以東一帶，即夏力道、柯士甸山道、盧吉道、舊山頂道及芬梨道交界，沿途經過賓吉道、加列山道、貝璐道、山頂警署、忌利文道、白加道及馬己仙峽道，止於灣仔峽的警隊博物館一帶，即灣仔峽道、司徒拔道、布力徑、中峽道、金馬麟山道、香港仔水塘道和甘道交界。
山頂道沿途有住宅九雲居、東蘆、豐盛軒、摘星閣、寶雲山及太古大廈等。

## 歷史
昔日的山頂道原本指的是現在的舊山頂道，而現在的山頂道在當時屬於司徒拔道，於1923年通車。1960年9月1日，原本連接中環及太平山頂的山頂道改名為舊山頂道；而連接灣仔峽和太平山頂的一段司徒拔道則改名為山頂道。

## 事件
1983年6月17日，山頂道及甘道交界在暴雨下發生山泥傾瀉，沖塌了其中一段數十米長的道路，一輛駛經該處之的士滾下山坡，幸司機與兩名乘客均未受傷。事後山頂道全線封閉一星期。
2021年11月8日，同樣位於山頂道及甘道交界，因食水管爆裂，大量食水湧出，導致一幅30米乘100米的斜坡發生山泥傾瀉，無人受傷，維修路段需要實施單線雙程行車措施，重型車輛不能行駛，而巴士則改為單層，並維持至11月19日。幸好該位置曾已進行加固工程，所以事發時大量沙泥沖下山，道路依然健全，沒有造成傷亡。

## 特色
山頂道比鄰近的白加道長，雖然兩者都是下山道，在山頂凌霄閣分岔，在摘星閣再遇上。

## 交匯道路
- 灣仔峽道
- 司徒拔道
- 布力徑
- 中峽道
- 金馬麟山道
- 香港仔水塘道
- 甘道
- 馬己仙峽道
- 白加道
- 僑福道
- 忌利文道
- 歌賦山道
- 十間
- 百祿徑
- 歌賦山里
- 貝璐道
- 賓吉道
- 加列山道
- 堪仕達道
- 薄扶林水塘道
- 芬梨道
- 夏力道
- 柯士甸山道
- 盧吉道

## 外部連結
- 山頂道地圖 （页面存档备份，存于）

1. ↑  . 香港政府.   [2021-10-12]. （原始内容存档于2021-11-26） （中文）.
2. ↑  . 頭條新聞. 2021-11-07  [2021-11-08]. （原始内容存档于2021-11-09） （中文）.